# Laurence Olivier Awards 1976
Die 1. Laurence Olivier Awards 1976 wurden im Dezember 1976 in London vergeben. Ausgezeichnet wurden Produktionen der Theatersaison 1975/76.

## Hintergrund
Der Laurence Olivier Award (auch Olivier Award) ist ein seit 1976 jährlich vergebener britischer Theater- und Musicalpreis. Er gilt als höchste Auszeichnung im britischen Theater und ist vergleichbar mit dem Tony Award am amerikanischen Broadway. Verliehen wird die Auszeichnung von der Society of London Theatre. Ausgezeichnet werden herausragende Darsteller und Produktionen einer Theatersaison, die im Londoner West End zu sehen waren. Die Auszeichnungen hießen zunächst Society of West End Theatre Awards und wurden 1985 zu Ehren des renommierten britischen Schauspielers Laurence Olivier in Laurence Olivier Awards umbenannt. Die Nominierten und Gewinner der Laurence Olivier Awards „werden jedes Jahr von einer Gruppe angesehener Theaterfachleute, Theaterkoryphäen und Mitgliedern des Publikums ausgewählt, die wegen ihrer Leidenschaft für das Londoner Theater“ bekannt sind.

## Gewinner und Nominierte
| Bestes neues Theaterstück | Bestes neues Musical |
| --- | --- |
| - Dear Daddy von Denis Cannan – Ambassadors Theatre - For King and Country von John Wilson – Mermaid Theatre - Funny Peculiar von Mike Stott – Garrick Theatre - Old World von Aleksei Arbuzov, adaptiert von Ariadne Nicolaeff – RSC im Aldwych Theatre | - A Chorus Line – Theatre Royal Drury Lane - Ipi Tombi – Her Majesty’s Theatre - Side by Side by Sondheim – Wyndham’s Theatre - Very Good Eddie – Piccadilly Theatre |
| Beste neue Comedy | |
| - Donkeys’Years von Michael Frayn – Globe Theatre - The Bed Before Yesterday von Ben Travers – Lyric Theatre - Confusions von Alan Ayckbourn – Apollo Theatre - Funny Peculiar von Mike Stott – Garrick Theatre | |
| Darsteller des Jahres Wiederaufnahme | Darstellerin des Jahres Wiederaufnahme |
| - Alan Howard als Prince Hal/King Henry V in Henry IV und Henry V – RSC im Aldwych Theatre - Tom Conti als Don Juan in Don Juan und als Dick Dudgeon in The Devil’s Disciple – RSC im Aldwych Theatre - Albert Finney als Prince Hamlet in Hamlet und als Tamburlaine in Tamburlaine the Great – National Theatre - Emrys James als King Henry IV in Henry IV und als Chorus Henry V – RSC im Aldwych Theatre | - Dorothy Tutin als Natalya Petrovna in A Month in the Country – Albery Theatre - Susan Fleetwood als Ophelia in Hamlet, als Zenocrate in Tamburlaine the Great und als Margaret Flaherty in The Playboy of the Western World – National Theatre - Geraldine McEwan als Maria Wislack in On Approval – Theatre Royal Haymarket - Googie Withers als Lady Chiltern in An Ideal Husband und als Madame Lyubov Andreievna Ranevskaya in The Cherry Orchard |
| Darsteller des Jahres Theaterstück | Darstellerin des Jahres Theaterstück |
| - Paul Copley als Private Hamp in For King and Country – Mermaid Theatre - Richard Beckinsale als Trevor Tinsley in Funny Peculiar – Garrick Theatre - Frank Finlay als Ben Prosser in Watch It Come Down und als Josef Frank in Weapons of Happiness – National Theatre - Alec McCowen als Ben Musgrave in The Family Dance – Criterion Theatre | - Peggy Ashcroft als Lidya Vasilyevna in Old World – RSC im Aldwych Theatre - Pauline Collins als Belinda Trehern in Engaged – National Theatre - Penelope Keith als Lady Driver in Donkeys’Years – Globe Theatre - Joan Plowright als Alma in The Bed Before Yesterday – Lyric Theatre |
| Beste Comedy-Darbietung | |
| - Penelope Keith als Lady Driver in Donkeys’Years – Globe Theatre - Peter Barkworth als Edward VIII in Crown Matrimonial – Theatre Royal Haymarket - Richard Beckinsale als Trevor Tinsley in Funny Peculiar – Garrick Theatre - Geraldine McEwan als Darsteller in Oh, Coward! – Criterion Theatre | |
| Beste(r) Nebendarsteller(in) Theaterstück | |
| - Margaret Courtenay als Mrs Railton-Bell in Separate Tables – Apollo Theatre - Bill Fraser als The Photographer in M. Perrichon’s Travels, als Lord Porteous in The Circle, als Admiral Lord Radstock in The Fool und als Sir Toby Belch in Twelfth Night – Theatre Royal Haymarket - Trevor Peacock als Ned Poins in Henry IV und als Sir Hugh Evans in The Merry Wives of Windsor – RSC im Aldwych Theatre - André van Gyseghem als Baron Tito Belcredi in Henry IV und als Polonius in Hamlet – RSC im Aldwych Theatre | |
| Beste Regie | |
| - Jonathan Miller für Three Sisters – Cambridge Theatre - Alan Ayckbourn für Confusions, Shakespeare’s People und Yahoo – Apollo Theatre - Buzz Goodbody für King Lear und Occupations - Terry Hands für Old World, Henry IV und Henry V – RSC im Aldwych Theatre | |
| Bestes Bühnenbild | |
| - Abd’Elkader Farrah für Henry IV und Henry V – RSC im Aldwych Theatre - Eileen Diss für The Family Dance – Criterion Theatre - Ralph Koltai für Old World und Wild Oats – RSC im Aldwych Theatre - Alan Tagg für Confusions – Apollo Theatre, Donkeys’Years – Globe Theatre und Same Time, Next Year – Prince of Wales Theatre | |

## Sonderpreise
| Kategorie                         | Preisträger                     |
| --------------------------------- | ------------------------------- |
| Sonderpreis der Society of London | Save London’s Theatres Campaign |

## Statistik

### Mehrfache Nominierungen
- 6 Nominierungen: Henry IV
- 5 Nominierungen: Henry V
- 4 Nominierungen: Donkeys’Years, Funny Peculiar und Old World
- 3 Nominierungen: Confusions und Hamlet
- 2 Nominierungen: For King and Country, Tamburlaine the Great, The Bed Before Yesterday und The Family Dance

### Mehrfache Gewinne
- 2 Gewinne: Donkeys’Years, Henry IV und Henry V